# وولا اوکژیسکا
وولا اوکژیسکا (به لاتین: Wola Okrzejska) یک روستا در لهستان است که در گمینا کژودا واقع شده‌است. وولا اوکژیسکا ۹۸۰ نفر جمعیت دارد.